# Il Flaminio
Il Flaminio est un opera buffa de Jean-Baptiste Pergolèse sur un livret napolitain de Gennaro Antonio Federico, créé à l'automne 1735 au Teatro Nuovo de Naples,.
Il s'agit du dernier opéra écrit par le jeune compositeur, prématurément décédé de la tuberculose à l'age de 26 ans. Celui-ci fut repris et représenté en 1737, avec un livret traduit du napolitain vers l'italien, puis à nouveau repris à Sienne en 1743 et en 1749 pour le carnaval de Naples,.

## Rôles et registres vocaux
| Personnage        | Personnage                                                               | Registre vocal |
| ----------------- | ------------------------------------------------------------------------ | -------------- |
| Flaminio (Giulio) | amant de Giustina                                                        | Soprano        |
| Giustina          | veuve de Flavio, a jadis rejeté Flaminio mais en est désormais amoureuse | Mezzo-soprano  |
| Agata             | amoureuse de Flaminio                                                    | Soprano        |
| Polidoro          | frère d'Agata et amoureux de Giustina                                    | Ténor          |
| Ferdinando        | fiancé d'Agata                                                           | Soprano        |
| Checca            | servante au service de Giustina                                          | Soprano        |
| Bastiano          | valet au service de Polidoro                                             | Basse          |

## Instrumentation
| Instrumentation d’Il Flaminio                                        |
| Cordes frottées                                                      |
| premiers violons, seconds violons, altos, violoncelles, contrebasses |
| Cordes pincées                                                       |
| 1 guitare                                                            |
| Bois                                                                 |
| 2 hautbois                                                           |
| Cuivres                                                              |
| 2 cors d'harmonie, 2 cors de chasse                                  |